# Mohammed Ibn Saoud
Ne doit pas être confondu avec Abdelaziz ibn Saoud.
Mohammed ben Saoud ben Mohammed Al Mouqrin — en arabe : محمد بن سعود بن محمد آل مقرن — ou Ibn Saoud, né vers 1679 à ou 1687 ou 1710 à Dariya (actuelle Arabie saoudite) et mort le 20 août 1765 dans la même ville, est le cofondateur avec Sheikh Mohammed Ibn Abdelwahhab du Grand émirat de Diriyah (le premier État saoudien), au milieu du XVIIIe siècle, à l'origine de la dynastie Al Saoud.
Connu de son vivant sous le nom de Ibn Saoud (ibn voulant dire fils de, ou descendant de), fils de Saoud ben Mohammed Al Mouqrin ; il ne doit pas être confondu avec celui que l'on désigne aujourd'hui également comme Ibn Saoud et qui se réfère à son descendant Abdelaziz ben Abderrahmane Al Saoud, fondateur en 1932 du troisième État saoudien, le royaume d'Arabie saoudite.

## Prise de pouvoir
Au début du XVIIIe siècle, Dariya n'est qu'une modeste oasis, près de l'actuelle Riyad (ar-Riyâḍ) dans le Nejd, région centrale de l'Arabie, une des seules à échapper alors à l'Empire ottoman.
Deux tribus s'y font face pour son contrôle : celle d'Al Mouqrin (ancêtre de la dynastie saoudienne) et celle Al Watban[Qui ?]. Saoud ben Mohammed al-Mouqrin l’emporte une première fois 1720 avant d’être à son tour battu en 1725. Il faudra attendre 1727 pour que le fils d’al-Mouqrin, Mohammed ibn Saoud, récupère définitivement la maîtrise d’Al Dariya marquant ainsi l’établissement stable de la famille Saoud dans l’oasis.

## Alliance avec Ibn Abdelwahhab
En 1744, Mohammed ibn Saoud accueille à Dariya un imam en quête de protection, Mohammed ben Abdelwahhab, qui prêche un retour aux sources de la religion islamique. Ce dernier a été chassé de sa terre natale par ceux qui s’opposaient à ses idées radicales. Au contraire, sa prédication trouve un accueil favorable chez le nouveau maître d’Al Dariya : les deux hommes scellent une alliance, concrétisée par le mariage du fils d'ibn Saoud avec la fille d'ibn Abdelwahhab ,.
Cette alliance dite pacte de Nadj permet au chef arabe d’ajouter à sa légitimité triballe celle divine. Encore aujourd’hui ce pacte constitue l’essence du pouvoir en Arabie saoudite à savoir une famille (Saoud) qui s’appuie sur une autorité religieuse (wahhabisme).

## Conquêtes et succession
Le pacte elle est suivie de conquêtes constituées de ghaw, à savoir des attaques ayant pour but de récupérer un butin, et de jihad, à savoir des attaques à l’objectif religieux. À la mort d'ibn Saoud en 1765, il est remplacé par son fils, Abdelaziz ben Mohammed ben Saoud, qui étendra la domination de la maison des Saoud sur Riyad (en 1773), puis sur l'ensemble du Najd (1786). Son petit-fils Saoud ben Abdelaziz (en), conquiert la Mecque, Médine et l'ensemble du Hedjaz en 1806  .
Ces conquêtes permettront à la famille Saoud d’instaurer l’émirat de Dariya ; émirat couvrant approximativement les frontières actuelles de l’Arabie saoudite actuelle et qui est considéré comme constituant une première forme d’État saoudien. Les Ottomans, qui voit leurs possessions dans la péninsule Arabique se réduire et leur autorité religieuse remise en cause, décident de réagir et chargent en 1811 le khédive égyptien Méhémet-Ali de mettre fin aux conquêtes. Ils mettront fin provisoirement au règne des Saoud par la chute de Dariya le 8 novembre 1818 après laquelle ils décapitent le quatrième imam saoudien, l'arrière-petit-fils d'Ibn Saoud, Abdallah ben Saoud ben Abdelaziz sous l’ordre de Mahmoud II.